# فيكتور كابرون
فيكتور كابرون هو سياسي أمريكي، ولد في 25 أغسطس 1868 في Ava, New York ‏ في الولايات المتحدة، وتوفي في 16 نوفمبر 1934 في سياتل في الولايات المتحدة. نشط حزبياً في الحزب الجمهوري. وقد انتخب عضو مجلس نواب واشنطن ‏.